# 美努王
美努王（みぬおう/みのおう）は、敏達天皇の後裔で、四位・栗隈王の子。官位は従四位下・治部卿。表記については『六国史』にて弥努王・美奴王・美弩王・三野王など様々な記載がされており、人物比定にも問題がある。

## 出自
各種史書において、いずれも敏達天皇の後裔とされるが、その系譜に関しては以下相違がある。
- 『日本書紀』[2]『古事記』『新撰姓氏録』では三世王とする。
  - 敏達天皇－難波皇子－栗隈王－美努王
- 『尊卑分脈』では四世王とする。
  - 敏達天皇－難波皇子－大俣王－栗隈王－美努王

## 経歴
天武天皇元年（672年）6月に壬申の乱が起こった際に、大友皇子側の近江朝廷の命令を受けて軍兵を徴発するために佐伯男が筑紫に下向してきたが、筑紫大宰・栗隈王は外敵への備えを理由に徴発を拒否した。佐伯男は命令に従わない場合は殺すようにも命じられていたが、王の2人の息子である三野王と武家王が太刀を帯びて近くに侍していたために任務を果たすことができなかったという。
天武天皇10年（681年）天皇の命令を受けて川島皇子らとともに『帝紀』及び上古における事柄の記録・校定に従事した。持統天皇8年（694年）筑紫大宰率に任ぜられる（このときの位階は浄広肆）。
大宝元年（701年）大宝律令の施行により位階制が定められると正五位下となり、同年造大幣司長官に任ぜられる。その後、左京大夫・摂津大夫・治部卿などを歴任し、位階は従四位下に至る。和銅元年（708年）5月30日卒去。『万葉集』巻十三3327・3328は、王を失った愛馬が嘶いていることを詠んだ長歌・反歌とする説がある。

## 官歴
『六国史』による。
- 持統天皇8年（694年） 9月22日：筑紫大宰率
- 大宝元年（701年） 正五位下（大宝律令施行による）。11月8日：造大幣司長官
- 大宝2年（702年） 正月17日：左京大夫
- 時期不詳：従四位下
- 慶雲2年（705年） 8月11日：摂津大夫
- 和銅元年（708年） 3月13日：治部卿

## 系譜
- 父：栗隈王
- 母：大伴長徳の娘
- 妻：県犬養三千代（のち藤原不比等の妻）
  - 男子：橘諸兄（684-757）
  - 男子：橘佐為（?-737）
  - 女子：牟漏女王（?-746）